# Il'gar Mamedov
Il'gar Jašarovič Mamedov (in russo Ильгар Яшарович Мамедов?; Baku, 15 novembre 1965) è un ex schermidore russo, vincitore di due medaglie d'oro nella scherma ai giochi olimpici.